# Stummelfußfrösche
Die Stummelfußfrösche (Atelopus) werden manchmal auch Harlekinfrösche oder Harlekinkröten genannt und bilden eine im tropischen Lateinamerika – zwischen Costa Rica im Norden und Bolivien im Süden – beheimatete Gattung aus der Familie der Kröten (Bufonidae). Es werden 103 beschriebene Arten zu diesen Amphibien gezählt – einige weitere ehemalige Atelopus-Arten werden mittlerweile anderen Gattungen zugeordnet. In älteren Systematiken wurden die Stummelfußfrösche zusammen mit den Sattelkröten (Brachycephalus) als eigene Familie Atelopidae abgegrenzt. Unter anderem das Vorhandensein des Bidderschen Organs weist sie aber als Angehörige der „Kröten“ aus.

## Beschreibung
Es handelt sich um meist sehr kleine, schlanke und mitunter bizarr gebaute, sehr farbenfrohe und giftige Froschlurche (siehe beispielsweise: Panama-Stummelfußfrosch). Der deutsche Name bezieht sich auf die häufig stark verkürzten inneren Finger und Zehen.
Die Pupille ist horizontal. Die Zunge ist elliptisch, ganzrandig und hinten frei abhebbar. Gaumenzähne und Gaumenfalten sind nicht vorhanden. Das Trommelfell ist nicht sichtbar. Die Finger sind entweder frei oder an der Basis mittels einer Schwimmhaut miteinander verbunden. Diese greift nicht zwischen die Metatarsen der 4. und 5. Zehe ein. Die Spitzen der Finger und Zehen sind höchstens leicht verdickt, aber niemals zu deutlichen Haftscheiben verbreitert. Die Endglieder der Zehen sind einfach und knöchern. Die Coracoide und Praecoracoide divergieren mehr oder weniger stark. Das Omosternum ist nicht vorhanden. Das Sternum ist knorpelig. Mäßig stark verbreitert sind die Querfortsätze das Sakralwirbels.

## Lebensweise
Zu ihren bevorzugten Lebensräumen zählen Schluchten von Berg-Nebelwäldern. Sie halten sich dort am Boden auf und sind in der Regel tagaktiv auf der Jagd nach Insekten und anderen kleinen Wirbellosen. Die Wanderungen zu Laichplätzen in schnellfließenden Bergbächen und kleinen Flüssen können Stummelfußfrösche wochen- oder sogar monatelang in Paarungsumklammerung zubringen. Die Männchen vieler Arten stoßen leise trillernde oder zirpende Balzrufe aus. Der Laich wird in Schnüren abgelegt und an Pflanzen oder Steine im Wasser geheftet. Die Kaulquappen verfügen über große Saugnäpfe, um in der Strömung der Bäche nicht verdriftet zu werden.

## Gefährdung
Bekanntheit haben Stummelfußfrösche in jüngster Zeit dadurch erlangt, dass fast alle Arten in ihrem Fortbestand akut gefährdet sind: Die IUCN stuft von 97 bewerteten Arten allein 66 in der höchsten Gefährdungskategorie, vom Aussterben bedroht (critically endangered), ein. Drei Arten gelten als sicher ausgestorben (extinct). Nach einer Studie von 2005 zeigten von den damals berücksichtigten 113 beschriebenen Arten 42 einen deutlichen Rückgang, 30 Arten wurden als verschollen bewertet. Nur 10 Arten galten als in ihrem Bestand stabil. Die Art Atelopus balios wird von der IUCN inzwischen sogar zu den einhundert am stärksten vom Aussterben bedrohten Arten gezählt.
Der massive Rückgang der Stummelfußfrösche wird neben anderen Ursachen in erster Linie auf Infektionen durch den Chytridpilz (Batrachochytrium dendrobatidis) zurückgeführt, insbesondere bei den Populationen in Mittelamerika. Dessen vermehrtes Auftreten bringen Untersuchungen wiederum mit einem beginnenden Klimawandel in Zusammenhang. So soll eine verstärkte Wolkenbildung über den Berghabitaten zu höheren Durchschnittstemperaturen in den Nächten führen, wodurch sich die für das Gedeihen des Chytridpilzes optimale Temperaturspanne ausdehnt.
Zum Rückgang dürften ferner (frühere) Massenexporte in die westlichen Industrieländer beigetragen haben, wo diese Lurche in Terrarien gehalten wurden – oft mit geringem Erfolg und entsprechend hohem „Tierverbrauch“.

## Arten
Die Gattung umfasst 103 Arten.
Stand: 26. Januar 2025
- Atelopus andinus Rivero, 1968
- Atelopus angelito Ardila-Robayo & Ruiz-Carranza, 1998
- Atelopus ardila Coloma, Duellman, Almendáriz, Ron, Terán-Valdez & Guayasamin, 2010
- Atelopus arsyecue Rueda-Almonacid, 1994
- Atelopus arthuri Peters, 1973
- Atelopus balios Peters, 1973
- Atelopus barbotini Lescure, 1981
- Atelopus bomolochos Peters, 1973
- Atelopus boulengeri Peracca, 1904
- Atelopus calima Velásquez-Trujillo, Castro-Herrera, Lötters & Plewnia, 2024[7]
- Atelopus carauta Ruiz-Carranza & Hernández-Camacho, 1978
- Atelopus carbonerensis Rivero, 1974
- Atelopus carrikeri Ruthven, 1916
- Atelopus certus Barbour, 1923
- Atelopus chiriquiensis Shreve, 1936 (†)
- Atelopus chirripoensis Savage & Bolanos, 2009
- Atelopus chocoensis Lötters, 1992

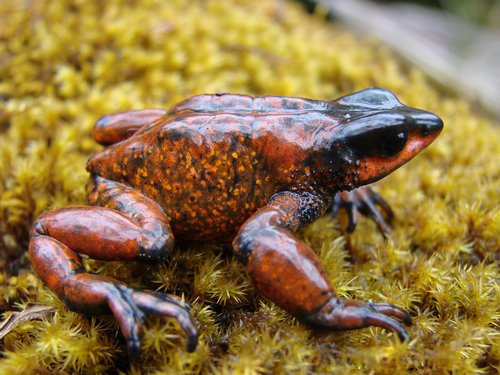
Atelopus carrikeri

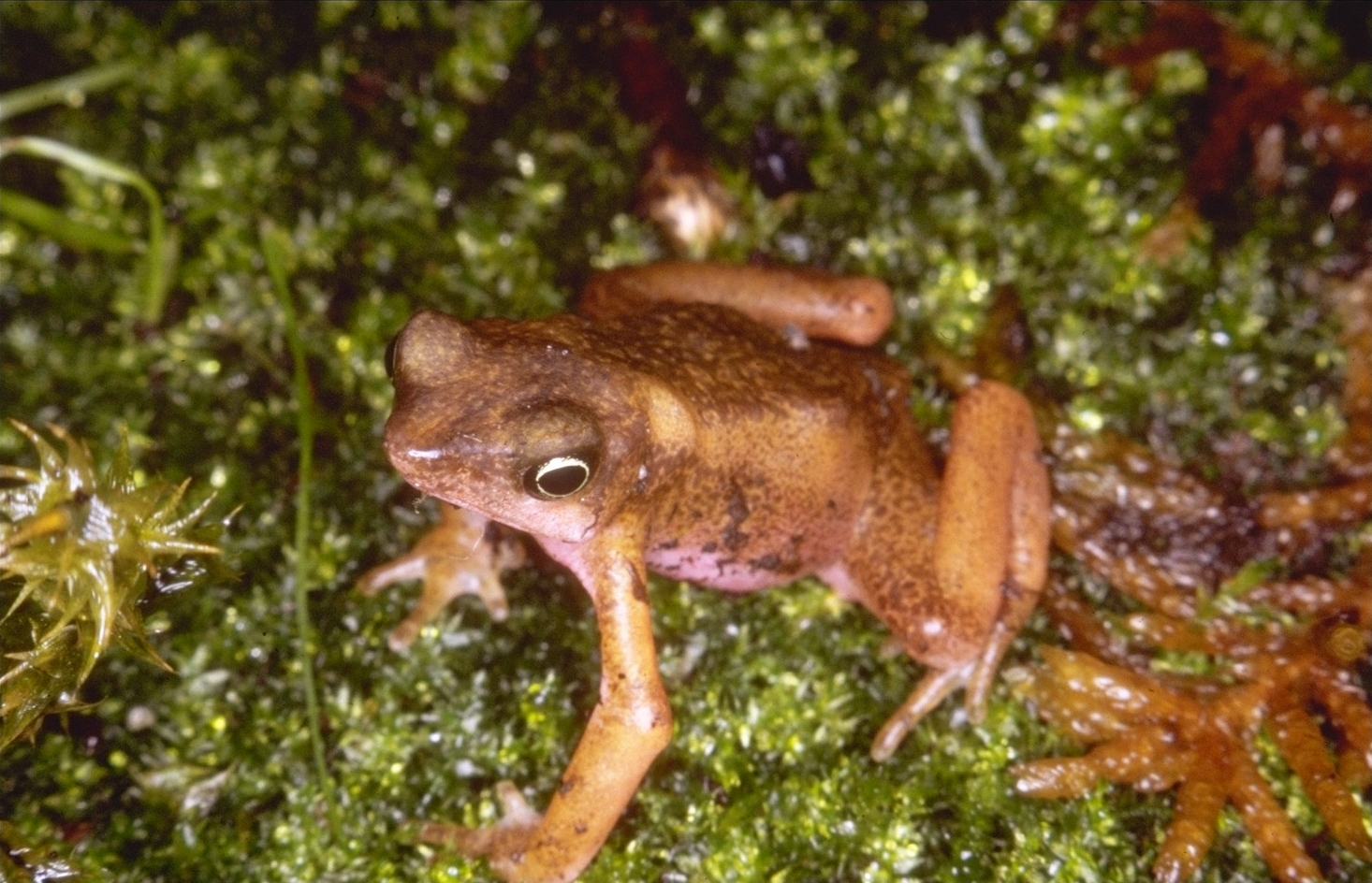
Atelopus flavescens

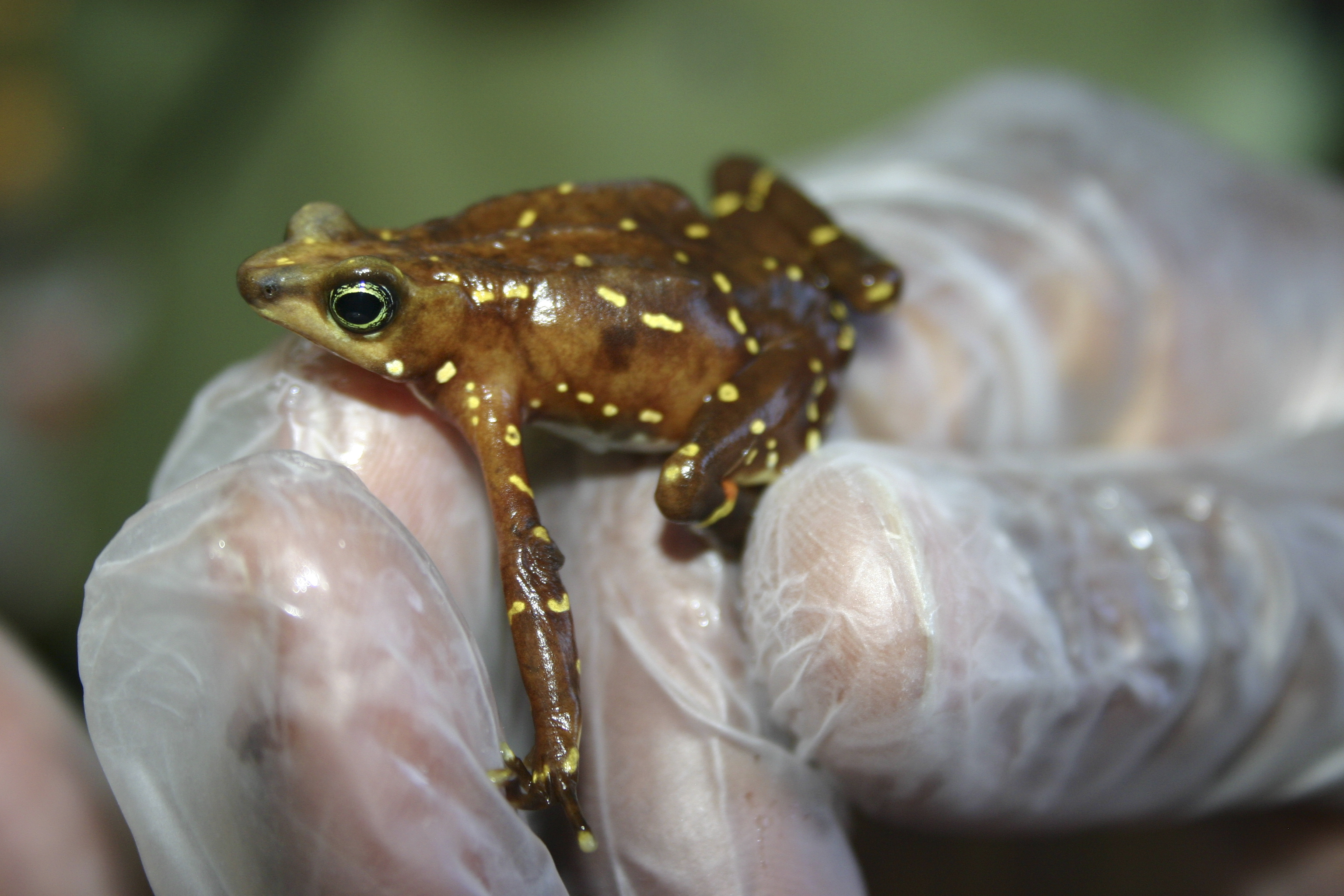
Atelopus glyphus

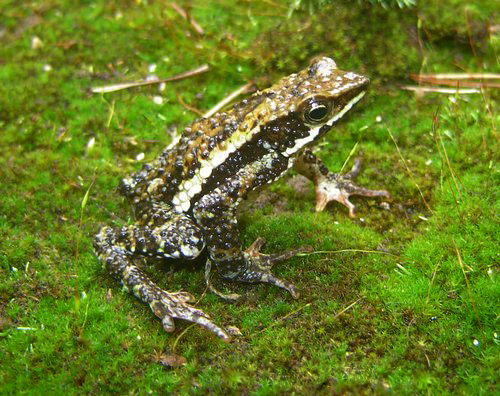
Atelopus laetissimus

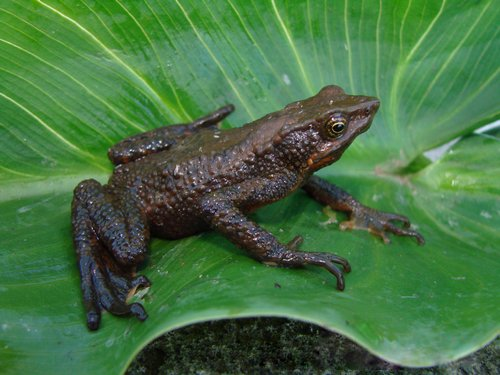
Atelopus nahumae

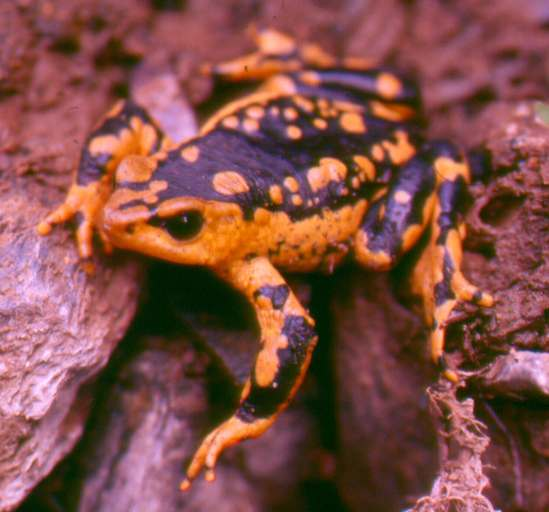
Atelopus patazensis

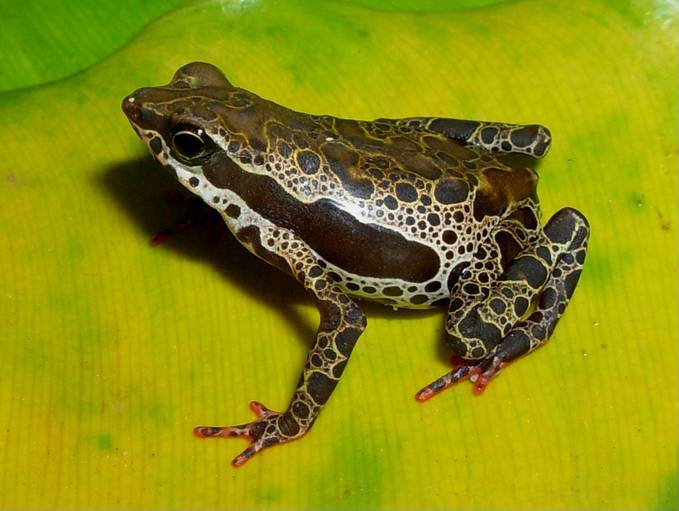
Atelopus spumarius

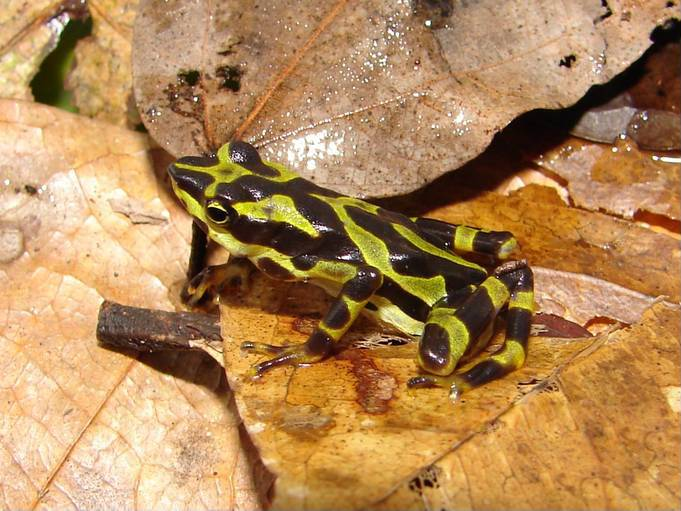
Atelopus spurrelli

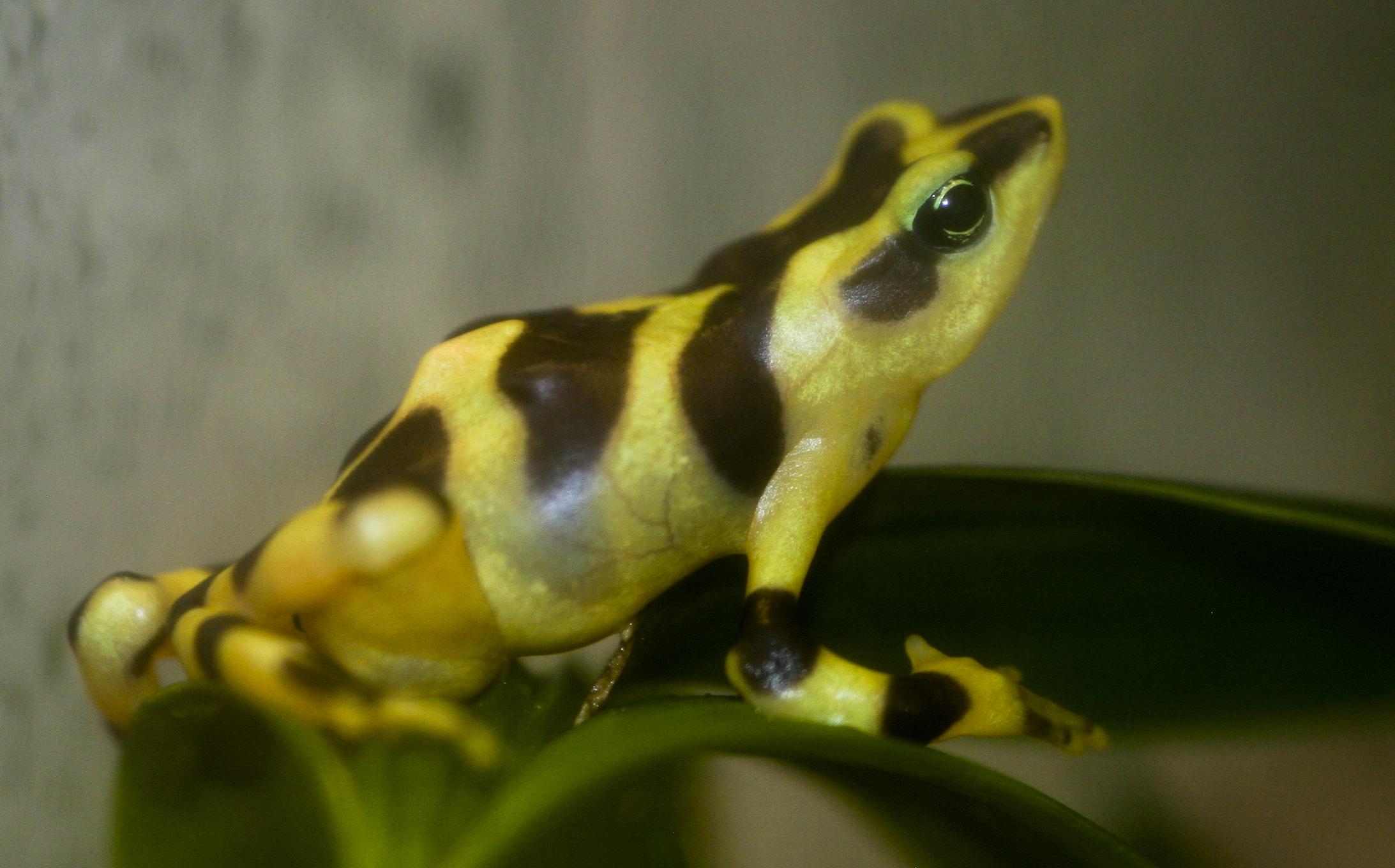
Atelopus varius

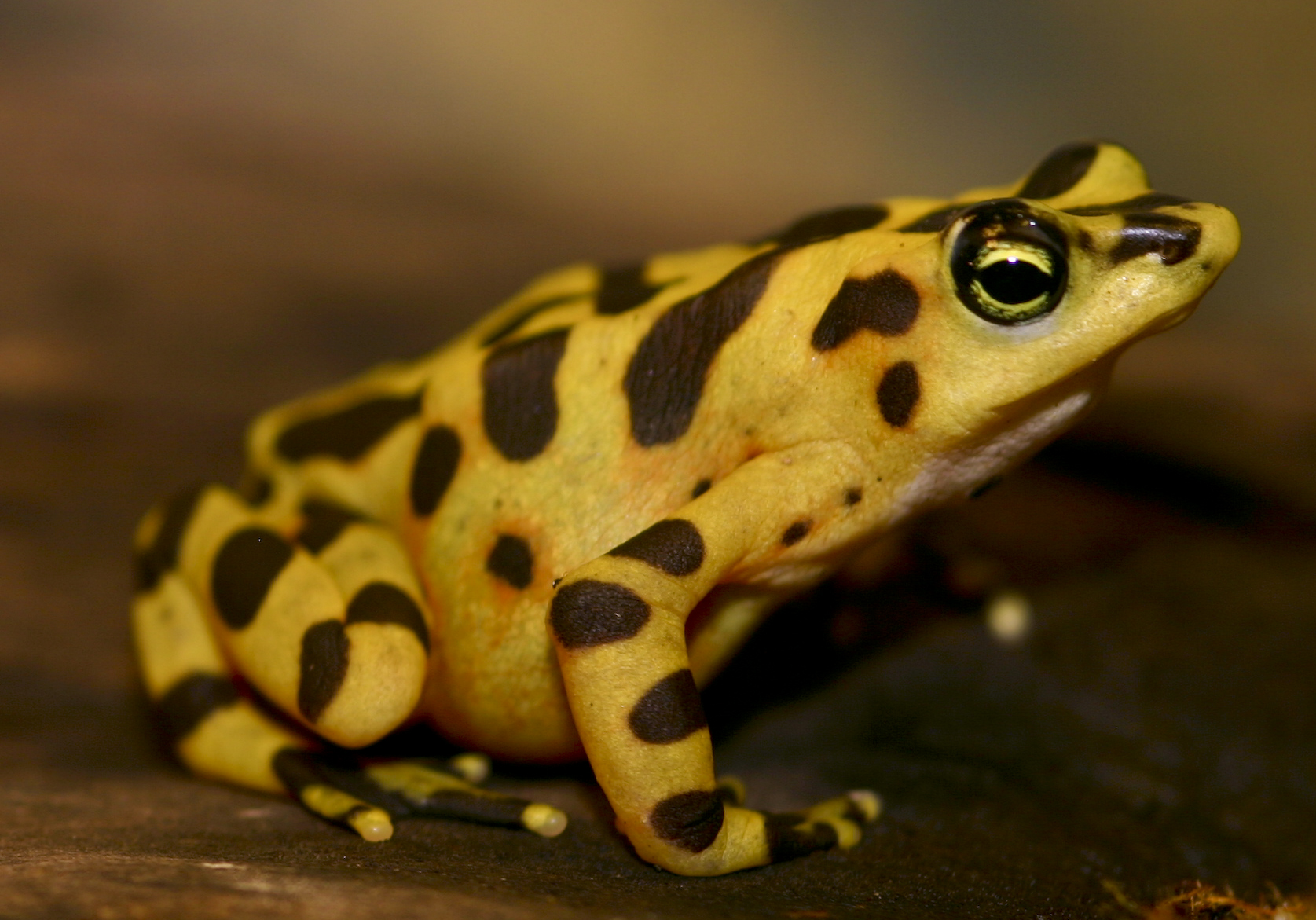
Panama-Stummelfußfrosch (Atelopus zeteki)

- Atelopus chrysocorallus La Marca, 1996
- Atelopus colomai Plewnia, Terán-Valdez, Culebras, Boistel, Paluh, Quezada Riera, Heine, Reyes-Puig, Salazar-Valenzuela, Guayasamin & Lötters, 2024[8]
- Atelopus coynei Miyata, 1980
- Atelopus cruciger (Lichtenstein & Martens, 1856)
- Atelopus dimorphus Lötters, 2003
- Atelopus ebenoides Rivero, 1963
- Atelopus elegans (Boulenger, 1882)
- Atelopus epikeisthos Lötters, Schulte & Duellman, 2005
- Atelopus erythropus Boulenger, 1903
- Atelopus eusebianus Rivero & Granados-Díaz, 1993
- Atelopus eusebiodiazi Venegas, Catenazzi, Siu-Ting & Carrillo, 2008[9]
- Atelopus exiguus (Boettger, 1892)
- Atelopus famelicus Rivero & Morales, 1995
- Atelopus farci Lynch, 1993
- Atelopus flavescens Duméril & Bibron, 1841
- Atelopus franciscus Lescure, 1974
- Atelopus fronterizo Veselý & Batista, 2021[10]
- Atelopus galactogaster Rivero & Serna, 1993
- Atelopus gigas Coloma, Duellman, Almendáriz, Ron, Terán-Valdez & Guayasamin, 2010
- Atelopus glyphus Dunn, 1931
- Atelopus guanujo Coloma, 2002
- Atelopus guitarraensis Osorno-Muñoz, Ardila-Robayo & Ruiz-Carranza, 2001
- Atelopus halihelos Peters, 1973
- Atelopus harlequin Coloma, Plewnia, Böning, Boistel, Ellwein, Lötters, Paluh, Roca-Rey Ross & Venegas, 2025[11]
- Atelopus histrionicus Lötters, Plewnia, Böning, Boistel, Chaparro, Coloma, Ellwein, Orsen, Paluh & Venegas, 2025[11]
- Atelopus hoogmoedi Lescure, 1974
- Atelopus ignescens (Cornalia, 1849)
- Atelopus laetissimus Ruiz-Carranza, Ardila-Robayo & Hernández-Camacho, 1994
- Atelopus limosus Ibáñez, Jaramillo & Solís, 1995
- Atelopus loettersi De la Riva, Castroviejo-Fisher, Chaparro, Boistel & Padial, 2011
- Atelopus longibrachius Rivero, 1963
- Atelopus longirostris Cope, 1868
- Atelopus lozanoi Osorno-Muñoz, Ardila-Robayo & Ruiz-Carranza, 2001
- Atelopus lynchi Cannatella, 1981
- Atelopus manauensis Jorge, Ferrão & Lima, 2020
- Atelopus mandingues Osorno-Muñoz, Ardila-Robayo & Ruiz-Carranza, 2001
- Atelopus marinkellei Cochran & Goin, 1970
- Atelopus mindoensis Peters, 1973
- Atelopus minutulus Ruiz-Carranza, Hernández-Camacho & Ardila-Robayo, 1988
- Atelopus mittermeieri Acosta-Galvis, Rueda-Almonacid, Velásquez-Álvarez, Sánchez-Pacheco & Peña Prieto, 2006
- Atelopus monohernandezii Ardila-Robayo, Osorno-Muñoz & Ruiz-Carranza, 2002
- Atelopus moropukaqumir Herrera-Alva, Díaz, Castillo, Rodolfo & Catenazzi, 2020[12]
- Atelopus mucubajiensis Rivero, 1974
- Atelopus muisca Rueda-Almonacid & Hoyos, 1992
- Atelopus nahumae Ruiz-Carranza, Ardila-Robayo & Hernández-Camacho, 1994
- Atelopus nanay Coloma, 2002
- Atelopus nepiozomus Peters, 1973
- Atelopus nicefori Rivero, 1963
- Atelopus nocturnus Bravo-Valencia & Rivera-Correa, 2011
- Atelopus onorei Coloma, Lötters, Duellman & Miranda-Leiva, 2007
- Atelopus orcesi Coloma, Duellman, Almendáriz, Ron, Terán-Valdez & Guayasamin, 2010
- Atelopus oxapampae Lehr, Lötters & Lundberg, 2008
- Atelopus oxyrhynchus Boulenger, 1903
- Atelopus pachydermus (Schmidt, 1857)
- Atelopus palmatus Andersson, 1945
- Atelopus pastuso Coloma, Duellman, Almendáriz, Ron, Terán-Valdez & Guayasamin, 2010
- Atelopus patazensis Venegas, Catenazzi, Siu-Ting & Carrillo, 2008[9]
- Atelopus pedimarmoratus Rivero, 1963
- Atelopus peruensis Gray & Cannatella, 1985
- Atelopus petersi Coloma, Lötters, Duellman & Miranda-Leiva, 2007
- Atelopus petriruizi Ardila-Robayo, 1999
- Atelopus pictiventris Kattan, 1986
- Atelopus pinangoi Rivero, 1982
- Atelopus planispina Jiménez de la Espada, 1875
- Atelopus podocarpus Coloma, Duellman, Almendáriz, Ron, Terán-Valdez & Guayasamin, 2010
- Atelopus pulcher (Boulenger, 1882)
- Atelopus pyrodactylus Venegas & Barrio, 2005
- Atelopus quimbaya Ruiz-Carranza & Osorno-Muñoz, 1994
- Atelopus reticulatus Lötters, Haas, Schick & Böhme, 2002
- Atelopus sanjosei Rivero & Serna, 1989
- Atelopus seminiferus Cope, 1874
- Atelopus senex Taylor, 1952 (†)
- Atelopus sernai Ruiz-Carranza & Osorno-Muñoz, 1994
- Atelopus simulatus Ruiz-Carranza & Osorno-Muñoz, 1994
- Atelopus siranus Lötters & Henzl, 2000
- Atelopus sonsonensis Vélez-Rodriguez & Ruiz-Carranza, 1997
- Atelopus sorianoi La Marca, 1983
- Atelopus spumarius Cope, 1871
- Atelopus spurrelli Boulenger, 1914
- Atelopus subornatus Werner, 1899
- Atelopus tamaense La Marca, García-Pérez & Renjifo, 1990
- Atelopus tricolor Boulenger, 1902 – Dreifarben-Stummelfußfrosch
- Atelopus varius (Lichtenstein & Martens, 1856)
- Atelopus vogli Müller, 1934 (†) – Vogls Stummelfußfrosch
- Atelopus walkeri Rivero, 1963
- Atelopus zeteki Dunn, 1933 – Panama-Stummelfußfrosch
- Atelopus vermiculatus McDiarmid, 1973 wird teilweise auch als Unterart von A. flavescens angesehen[13]